# Axel Wikström
Axel Wikström   (Skellefteå, 29 de setembre de 1907 - Skellefteå, 16 de juny de 1976) va ser un esquiador de fons suec, que va competir durant la dècada de 1930.
El 1932 va prendre part en els Jocs Olímpics de Lake Placid, on va guanyar la medalla de plata en la prova dels 18 quilòmetres del programa d'esquí de fons. Quatre anys més tard, als Jocs de Garmisch-Partenkirchen, va guanyar una segona medalla de plata, en aquesta ocasió en la cursa dels 50 quilòmetres. El 1935 fou el primer estranger en guanyar la cursa dels 50 km dels Jocs d'esquí de Lathi.